# Dicamixus acolhua
Dicamixus acolhua là một loài tò vò trong họ Ichneumonidae.